# Бруквудское кладбище
Бруквудское кладбище (англ. Brookwood Cemetery), также известное как Лондонский некрополь (англ. London Necropolis), — кладбище в деревне Бруквуд, район Уокинг, графство Суррей, Англия. Является крупнейшим кладбищем в Великобритании и одним из крупнейших в Европе. Кладбище внесено в Реестр исторических парков и садов как объект I степени и в реестр наследия, находящегося под угрозой, так как находится в плохом состоянии и нуждается в ремонте. Кладбище до настоящего времени открыто для захоронений.

## История

### Предыстория
Бруквудское кладбище было задумано London Necropolis & National Mausoleum Company (LN&NMC) в 1849 году для захоронения умерших жителей быстрорастущего Лондона, которым уже не хватало места на территории столицы. Предположительно, кладбище спроектировал архитектор Уильям Тайт (англ. William Tite), однако этот факт остаётся спорным.
В 1852 году парламент утвердил создание управляющей компании «Бруквудское кладбище». На момент открытия в ноябре 1854 года под Бруквудское кладбище была зарезервирована самая большая территория в мире. Оно было разделено на две части: северную для захоронения нонконформистов и южную для захоронения англиканцев. Винчестерский епископ Чарльз Самнер освятил англиканское кладбище 7 ноября 1854 года, а через 6 дней состоялись первые захоронения.

### Железная дорога
Изначально в Бруквуд можно было добраться по железной дороге от специальной станции Лондон-Некрополис, расположенной возле вокзала Ватерлоо в центре Лондона. Поезда состояли из пассажирских вагонов разного класса обслуживания и вагонов для гробов, также разного класса. От станции Бруквуд поезда въезжали на кладбище по отдельной ветке и двигались к одной из двух станций: северной или южной — откуда участников похорон и тела умерших доставляли конными повозками к месту погребения. При расширении вокзала Ватерлоо станция Лондон-Некрополис в 1875 и 1902 году переносилась на новое место, а во время Второй мировой войны была разрушена немецкими бомбами и впоследствии не использовалась.

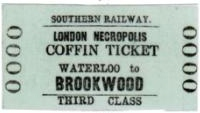
Билет третьего класса на перевозку гроба, выданный в 1925 году

Железная дорога обслуживалась паровозами Лондонской и Юго-Западной железной дороги. После разрушения станции похоронные поезда некоторое время ходили от вокзала Ватерлоо, но вскоре после окончания войны движение прекратилось, а пути London Necropolis Railway были сняты. Платформы на кладбище всё ещё существуют и находятся у дороги, называемой Железнодорожный проспект. Посетители кладбища с июня 1864 года могут добраться до него поездами Юго-Западной магистрали, делающими остановку на станции Бруквуд. От кладбищенской железнодорожной ветки оставлен очень короткий участок с указателем и памятной доской, постепенно теряющийся в травяном поле и напоминающий об этом некогда существовавшем последнем пути умершего.

### Первые захоронения
LN&NMC предлагала погребение по одному из трёх классов:
- Похороны первого класса позволяли выбрать место захоронения на любом участке кладбища. Дополнительная плата взималась за захоронение в некоторых специально отведенных местах[9]. На момент открытия кладбища цена погребения первого класса начиналась с 2 фунтов 10 шиллингов (около 236 фунтов стерлингов в ценах 2021 года)[9]. Компания рассчитывала, что впоследствии на могиле первого класса родственники установят постоянный памятник.
- Похороны второго класса стоили 1 фунт стерлингов (около 95 фунтов стерлингов в ценах 2021 года) и давали некоторую свободу в выборе места захоронения[10]. Для установки на могиле постоянного памятника требовалось доплатить 10 шиллингов (около 47 фунтов стерлингов в ценах 2021 года); если постоянный памятник не размещался, компания оставляла за собой право повторно использовать могилу[9].
- Похороны третьего класса предназначались для бедняков. Погребение за счёт прихода осуществлялось на участке кладбища, отведенном для этого прихода. Компании было запрещено использовать общие могилы (кроме захоронения ближайших родственников в одной могиле), поэтому даже при похоронах по самому низкому классу каждому телу отводилась отдельная могила, однако на могилах третьего класса не позволялось устанавливать постоянный памятник[10]. Семьи похороненных могли впоследствии заплатить за повышение класса могилы и получение права на памятник, но такая практика была редкостью[11]. Тем не менее, Бруквудское кладбище с бо́льшим уважением относилась к телам, чем другие кладбища, где продолжали практику массовых захоронений для бедных[12].

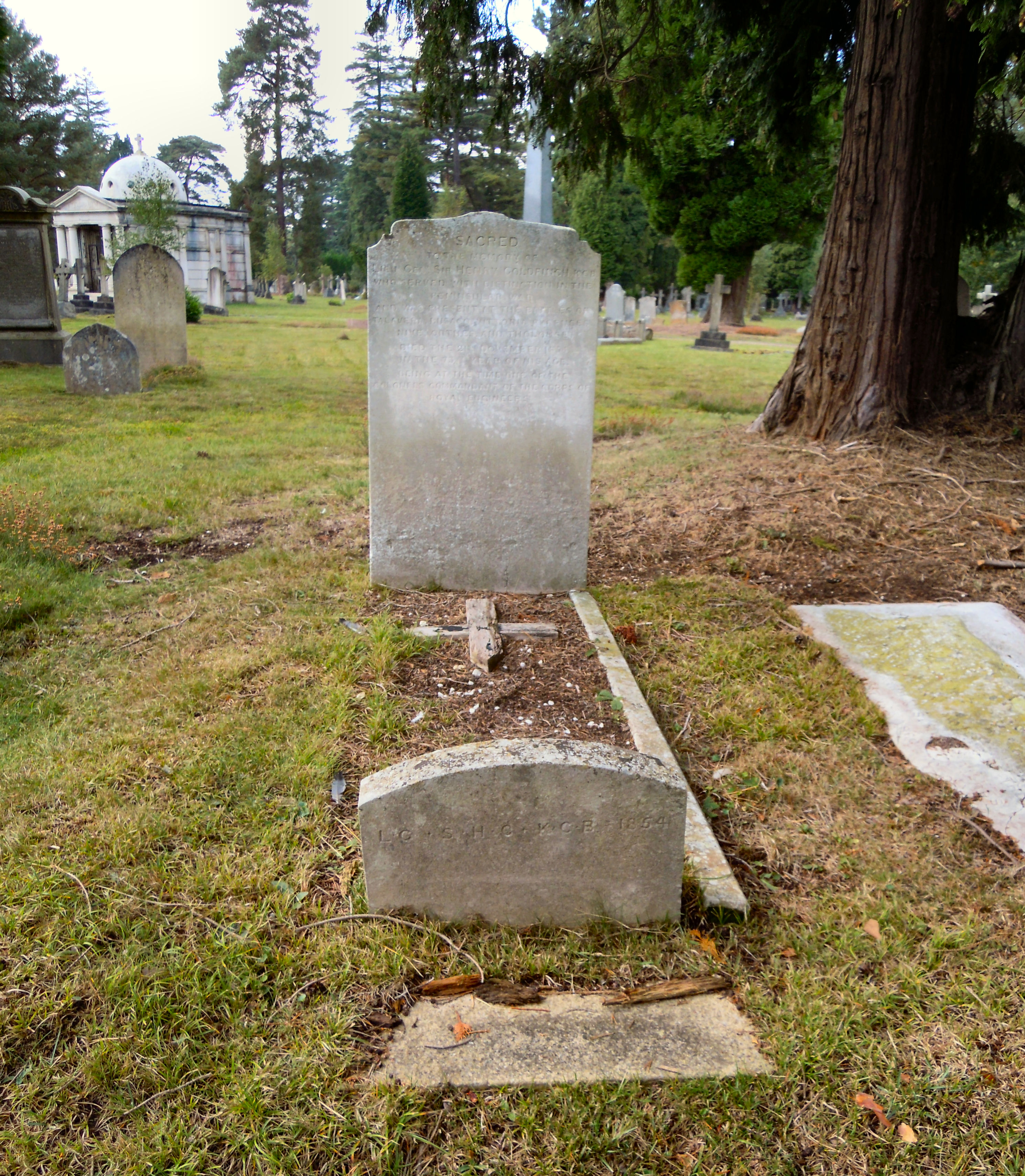
Памятник Генри Голдфинчу

Бруквудское кладбище было одним из немногих, где позволялось проводить церемонию по воскресеньям, что сделало его популярным среди бедняков, поскольку позволяло людям посещать похороны без необходимости брать выходной. По той же причине, поскольку в этот период по воскресеньям были запрещены театральные представления, Бруквудское кладбище стало популярным местом захоронения актёров. Для них был выделен специальный участок возле станции.
Хотя большинство похорон, осуществляемых LN&NMC (около 80 %) проводились для бедных от имени лондонских приходов, компания также заключила соглашения с рядом обществ, гильдий, религиозных объединений и подобных организаций. Этим группам были предоставлены отдельные участки кладбища, чтобы те, кто жил или работал вместе при жизни, могли оставаться вместе и после смерти. Хотя LN&NMC так и не удалось добиться доминирующего положения в похоронном деле Лондона, на что надеялись основатели компании, ей удалось обрести высокую популярность среди профессиональных и торговых групп, за что компанию прозвали «Вестминстерским аббатством для среднего класса».
Было создано большое количество специализированных участков, например, для ветеранов из Челси, Древнего ордена лесников, Корпуса комиссаров или LSWR. На кладбище нонконформистов в 1862 году появился участок парсов, который по состоянию на 2011 год оставался единственным зороастрийским кладбищем в Европе. Отдельные участки англиканского кладбища были также зарезервированы для захоронений тех приходов, которые заключили соглашения с LN&NMC.
Первыми на кладбище были похоронены мертворожденные близнецы мистера и миссис Хор (англ. Hore) с Эвер-стрит в Саутварке. Близнецы Хор, как и другие похороненные в первый день, были бедняками и упокоились в безымянных могилах. Первым захоронением на Бруквудском кладбище с постоянным памятником стала могила генерал-лейтенанта Генри Голдфинча. Он стал 26-м погребённым на кладбище, похороны прошли 25 ноября 1854 года. Первым постоянным памятником на нонконформистской части кладбища стал памятник Чарльзу Миллигану Хоггу, сыну ботаника Роберта Хогга, похороненному 12 декабря 1854 года. Могилы Голдфинча и Хогга не являются самыми старыми памятниками на кладбище, так как в Бруквуде перезахоранивались останки с других кладбищ, с частью которых перемещались и надгробия.

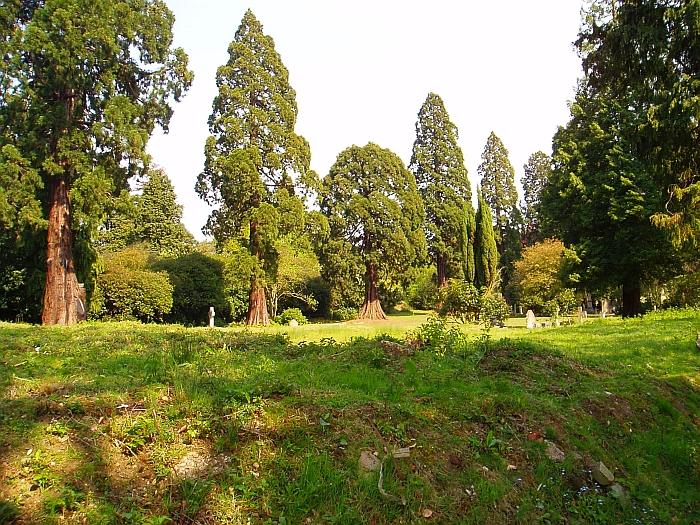
Количество захоронений было намного ниже, чем предполагалось, и около 80 % могил не имеют опознавательных знаков, что делает Бруквудское кладбище достаточно пустынным в сравнении с другими

Общее число похороненных на кладбище составляет около 235 тысяч человек.

### Перезахоронения
Крупные лондонские строительные проекты середины XIX века: железные дороги, канализационная система и с 1860-х годов предшественники лондонского метрополитена — часто требовали сноса существующих городских приходских кладбищ. Первое крупное перезахоронение произошло в 1862 году, когда строительство железнодорожной станции Чаринг-Кросс и путей к ней потребовало сноса кладбища колледжа Кьюр в Саутварке, в результате чего было эксгумировано не менее 7950 тел. Они были упакованы в 220 больших контейнеров, каждый из которых содержал 26 взрослых с детьми, и отправлены по London Necropolis Railway в Бруквуд для перезахоронения. Некоторые имевшиеся надгробия также перевезли на новое место.
По крайней мере 21 лондонское кладбище было перемещено в Бруквуд по железной дороге, наряду со множеством других тел со старых кладбищ, перемещённых уже после закрытия железной дороги. Снесённые церкви, кладбища которых были перенесены в Бруквуд, включали следующие:
- Всех Святых Малая (англ. All-Hallows-the-Less; уничтожена во время Великого лондонского пожара, руины снесены в 1896 году)
- Святого Антолина на Бадж-роу (англ. St Antholin, Budge Row; снесена в 1875 году)
- Всех Святых Большая (англ. All-Hallows-the-Great; снесена в 1894 году)
- Святого Михаила на Вуд-стрит (англ. St Michael Wood Street; снесена в 1897 году)
- Святого Георгия на Ботолф-лейн (англ. St George Botolph Lane; снесена в 1904 году)

### Крематорий
В 1878 году LN&NMC продала изолированный участок земли в Бруквуде, недалеко от деревни Сент-Джонс, Британскому кремационному обществу. Здесь в 1879 году был построен крематорий Уокинга, первый в Великобритании. Собственного крематория у LN&NMC так и не появилось, однако в 1910 году лорд Кадоган решил, что не хочет покоиться в мавзолее, который построил для себя в Бруквуде. Это здание, самый большой мавзолей на кладбище, было выкуплено LN&NMC и оборудовано полками и нишами для урн и с тех пор используется как колумбарий.

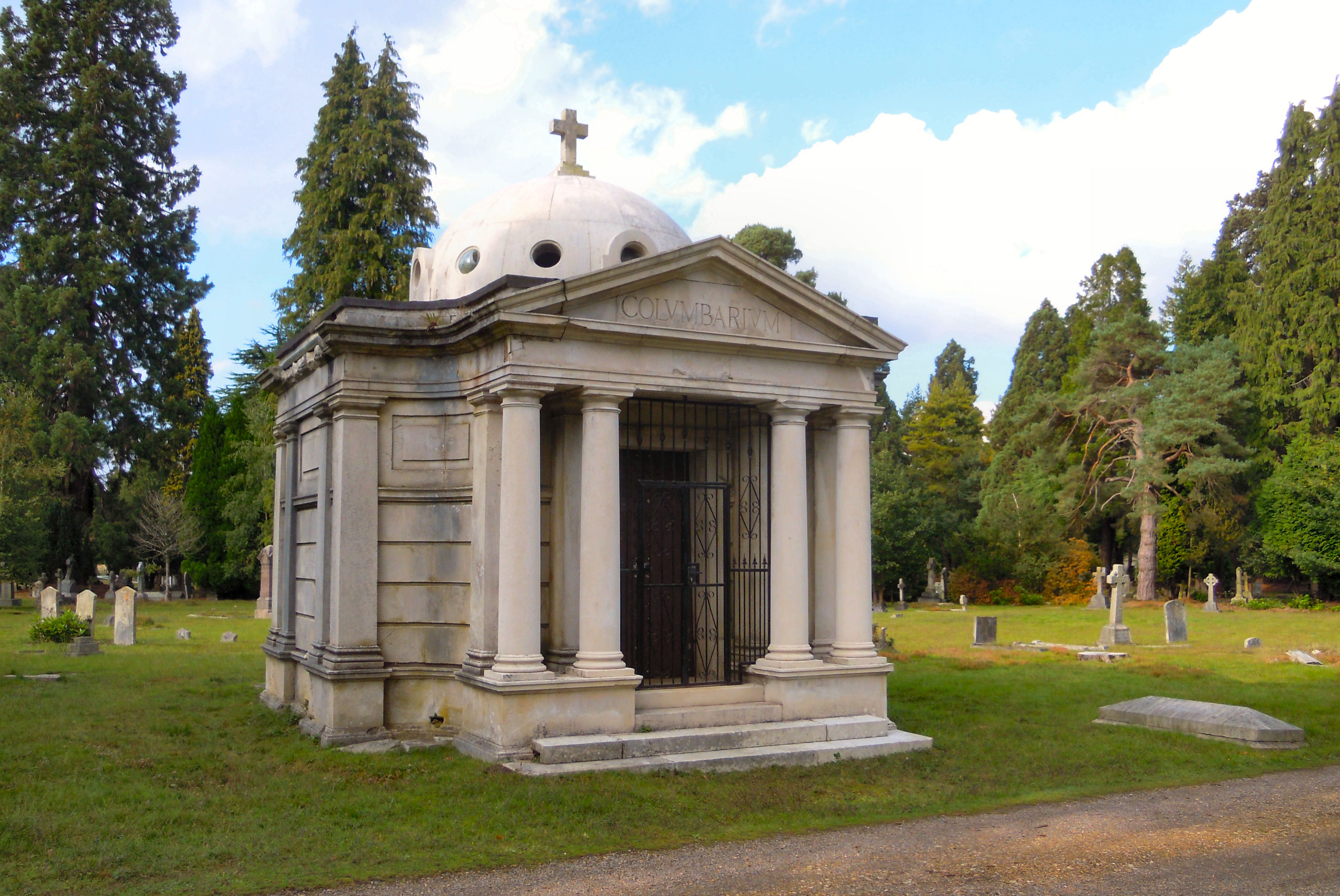
Бруквудский колумбарий

После 1945 года кремация, которая до того времени была необычной практикой, стала набирать в Великобритании популярность. В 1946 году LN&NMC получила согласие на строительство собственного крематория на участке кладбища нонконформистов, отведенного для захоронений бедняков, но решила его не реализовывать. Вместо этого в 1945 году компания заложила «Леса памяти» (англ. Glades of Remembrance), лесную зону, предназначенной для захоронения кремированных останков. Они были освящены Генри Монтгомери Кэмпбеллом, епископом Гилфордским, в 1950 году. Территория намеренно оставлена в природном виде, традиционные надгробия и памятники запрещены, а захоронения отмечены небольшими, от 5 до 8 см, камнями.
В следующее десятилетие кладбище было ближе всего к созданию собственного крематория. После закрытия железнодорожных станций на территории кладбища земля вокруг Южной станции и двух англиканских часовен на ней стала ненужной. В рамках Акта о лондонских некрополях 1956 года LN&NMC получила согласие парламента на преобразование одной из заброшенных часовен в крематорий, намереваясь использовать более новую часовню для церемонии, а здание вокзала — для хранения гробов и отдыха участников похорон. Столкнувшись с отсутствием свободных средств и необходимостью защищаться от череды предложений о недружественном поглощении, руководство компании так и не реализовало предложенный проект, и здания остались бесхозными. Вокзал был разрушен после пожара в 1972 году, хотя платформа осталась нетронутой.

### Садовое хозяйство
Стремясь стать монополистом в лондонском похоронном деле, руководство LN&NMC осознавало, что в случае успеха их некрополь станет местом огромного национального значения. Как следствие, кладбище было спроектировано привлекательным в отличие от убогих и перегруженных лондонских захоронений и новых пригородных кладбищ, которые уже становились переполненными.
LN&NMC стремилась создать на кладбище атмосферу вечной весны и выбирала растения для кладбища соответственно. Было известно, что вечнозеленые растения из Северной Америки хорошо адаптируются в местной почве. Контракт на поставку деревьев и кустарников для кладбища получил Роберт Дональд, владелец дендрария недалеко от Уокинга. Железнодорожная ветка через кладбище, а также основные дороги и тропы на кладбище были обсажены веллингтониями, что стало первой крупной интродукцией этих деревьев (завезенных в Европу только в 1853 году) в Великобритании. Помимо веллингтоний массово высаживались магнолии, рододендроны, секвойи, азалии, пиерисы и араукарии с целью создания вечнозелёной растительности с большим количеством цветов и сильным цветочным ароматом по всему кладбищу.
В более поздние годы первоначальные посадки были дополнены множеством других видов деревьев, а также появилось множество растений, посаженных скорбящими на могилах и вокруг мавзолеев. Между окончанием независимости LN&NMC в 1959 году и покупкой кладбища Рамаданом Гюнеем (англ. Ramadan Güney) в 1985 году уход за кладбищем резко сократился, и бесконтрольное распространение различных видов растений привело к тому, что многие неосвоенные участки вернулись к дикому состоянию.

### XX и XXI века
В августе 1914 года, когда разразилась Первая мировая война, LN&NMC предложила передать военному департаменту 1 акр (4046,85642200000 м2) земли «для бесплатного захоронения солдат и матросов, вернувшихся с фронта ранеными и впоследствии умерших». Предложение было принято только в 1917 году, когда часть территории стала Бруквудским военным кладбищем и использовалось для захоронения военнослужащих, умерших в Лондонском округе. На этом же кладбище стали хоронить умерших во время Второй мировой войны.
Одновременно 141 военнослужащий Содружества, проживавший в Лондоне, покоится в могилах, разбросанных по всему кладбищу, за исключением небольшого участка медсестер на проспекте Святого Петра на Вестминстерском поле (где похоронены медсестры из Миллбанкского военного госпиталя) и участка для индийских солдат (в том числе одного неопознанного) в северо-западном углу кладбища.
Во время Второй мировой войны 51 военнослужащий Содружества был похоронен на гражданском кладбище, там же покоятся пять иностранных военнослужащих, о могилах которых заботится Комиссия Содружества по военным захоронениям (CWGC). В 1958 году CWGC открыла на кладбище военный мемориал пропавшим без вести на Второй мировой войне.
Здесь также создан мемориал святому Эдуарду Мученику, королю Англии, мощи которого находятся церкви Святого Эдуарда Мученика, разместившейся на месте бывшей Южной станции.
В 1959 году LN&NMC была куплена компанией Alliance Property. Она постепенно лишалась земли и инвестиций, пока к 1973 году кладбище не стало независимым предприятием. На протяжении 1970-х годов оно переходило от одной девелоперской компании к другой и всё это время было лишено ухода. В 1975 году тогдашний владелец Maximillian Investments добилась принятия Акта о Бруквудском кладбище, получив разрешение продавать неиспользуемые территории, в результате некоторые участки были проданы под застройку.
В 1985 году Рамадан Гюней выкупил кладбище у владевшего им на тот момент Д. Дж. Т. Долли, ранее занимавшего пост управляющего кладбищем. Гюней председательствовал в Британско-турецком исламском фонде (англ. UK Turkish Islamic Trust) и искал место для захоронения членов фонда. В 1992 году было основано Общество Бруквудского кладбища (англ. Brookwood Cemetery Society), которое взяло на себя организацию мероприятий, популяризацию истории этого места и поддержку реставрационных работ. После смерти Гюнея в 2006 году он был похоронен на кладбище, а право собственности перешло к его детям (от последней жены). Непосредственное управление взял на себя Эркин Гюней, который руководил кладбищем почти 30 лет. Дайан Холлидей, сожительница Гюнея в последние 6 лет его жизни, была отстранена от деятельности, а затем уволена. В 2011 году она через суд вернула все права на наследство как фактическая вдова. Это решение было оставлено без изменения Высоким судом при рассмотрении апелляции в 2012 году. В 2014 году Дайан Холлидей продала кладбище Совету Уокинга.

## Бруквудское военное кладбище и мемориалы

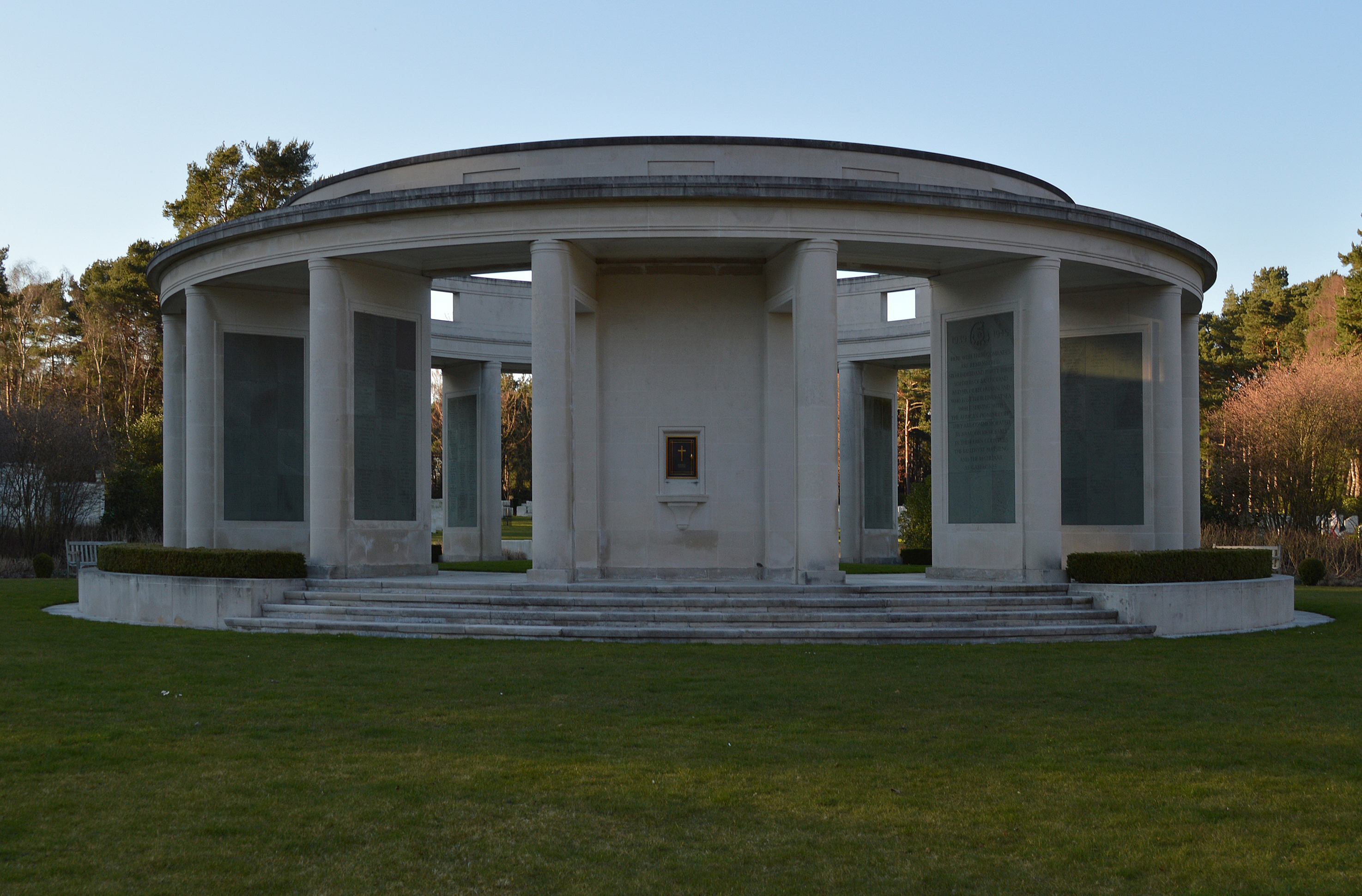
Бруквудский мемориал, построенный в 1958 году по проекту Ральфа Хобдея.

Бруквудское военное кладбище занимает около 16 га и является крупнейшим военным кладбищем Содружества наций в Великобритании. Земля под кладбище была предоставлена государству во время Первой мировой войны для захоронения военнослужащих Содружества и Американских вооруженных сил, которые умерли в Соединенном Королевстве от ран или других причин. В настоящее время на кладбище покоятся останки 1601 военнослужащего Содружества времён Первой мировой войны и 3476 военнослужащих времен Второй мировой войны (среди последних 3 неопознанных британских и 2 неопознанных канадских летчика).
Канадская секция является достаточно крупной, в ней похоронены 43 человека, умершие от ран после рейда на Дьепп в августе 1942 года. В 1968 году сюда же были перенесены останки мусульман с кладбища в Хорселл-Коммон. В юго-восточном углу находится большая секция Королевских ВВС, где похоронены граждане Чехии и США, погибшие на службе в ВВС Великобритании.
На кладбище также есть 786 военных захоронений лиц из стран, не входивших в Содружество, в том числе 28 неизвестных французских воинов, а также немцев: 8 погибших во время Первой мировой войны и 46 — во время Второй мировой войны. Также здесь находятся захоронения поляков (84 могилы), чехов, бельгийцев (46 могил), голландцев (7 могил) и итальянцев (более 300 могил). За исключением Рождества и Нового года, военное кладбище открыто для посещения с 8 утра до заката по будням и с 9 утра до заката по субботам и воскресеньям.
Мемориал Соединенного Королевства 1914—1918 годов. Первоначально находился в северо-восточной части участка захоронений Первой мировой войны. В 2004 году на замену был построен новый мемориал, который по состоянию на 27 апреля 2018 года увековечивает память 308 военнослужащих Содружества, умерших во время Первой мировой войны в Великобритании и не имеющих известной могилы. (Для тех, чьи могилы впоследствии обнаруживаются, на соответствующем кладбище устанавливают памятник).
Бруквудский мемориал находится в южной части канадской секции и увековечивает память 3428 мужчин и женщин Содружества, умерших во время Второй мировой войны и не имеющих известной могилы. Здесь упомянуты коммандос, убитые в ходе рейдов на Дьепп и Сен-Назер, и сотрудники разведки, погибшие в оккупированной Европе. Бруквудский мемориал также содержит имена 199 канадских военнослужащих.
Российский мемориал был создан в 1983 году и просуществовал до 2015 года. Он увековечивал память о военнослужащих Содружества наций, погибших в России в Первую и Вторую мировую войну и похороненных там же. Мемориал появился из-за того, что во времена холодной войны могилы в России были недоступны для посещения иностранцами.

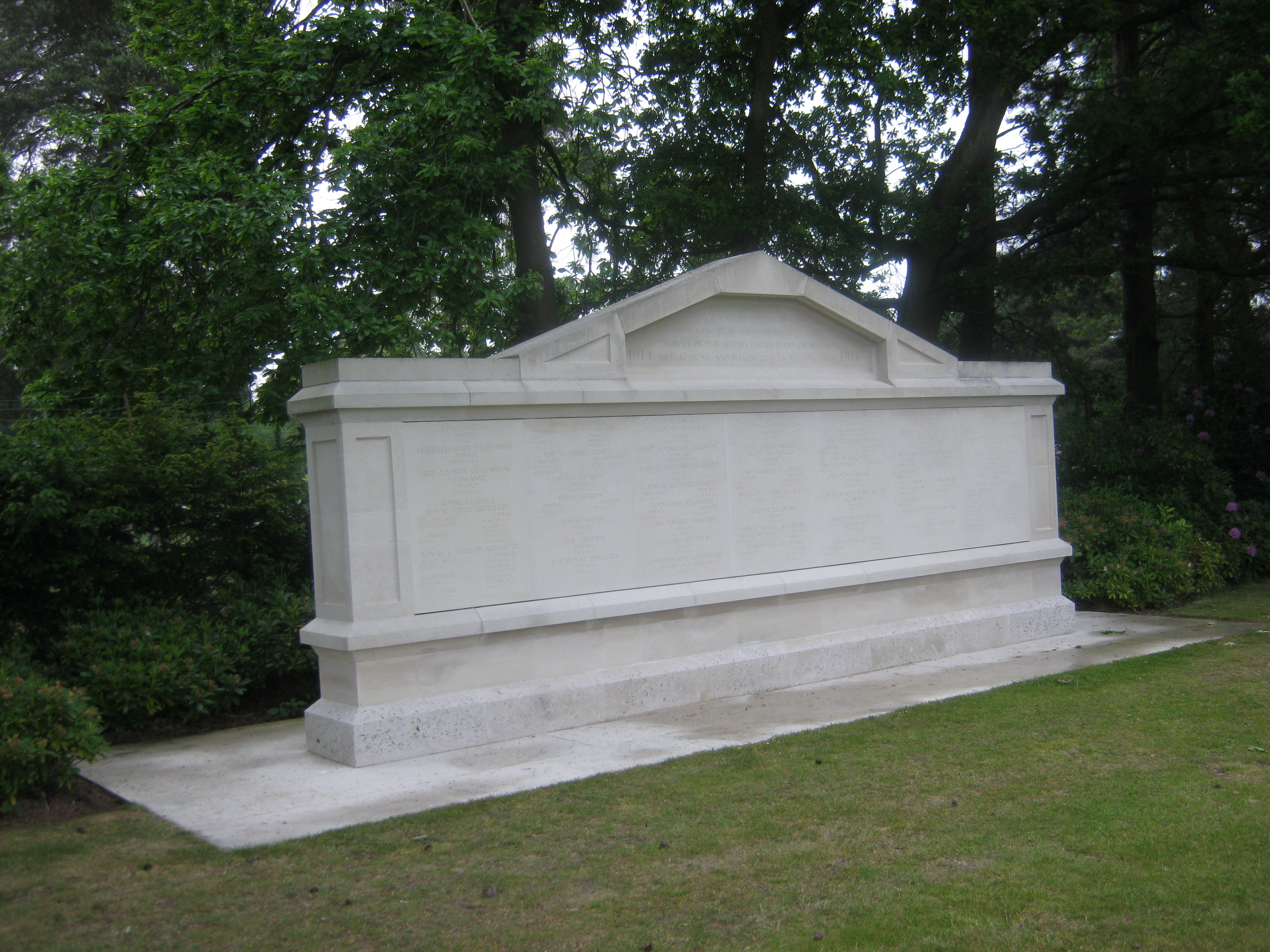
Первый мемориал 1914—1918 годов
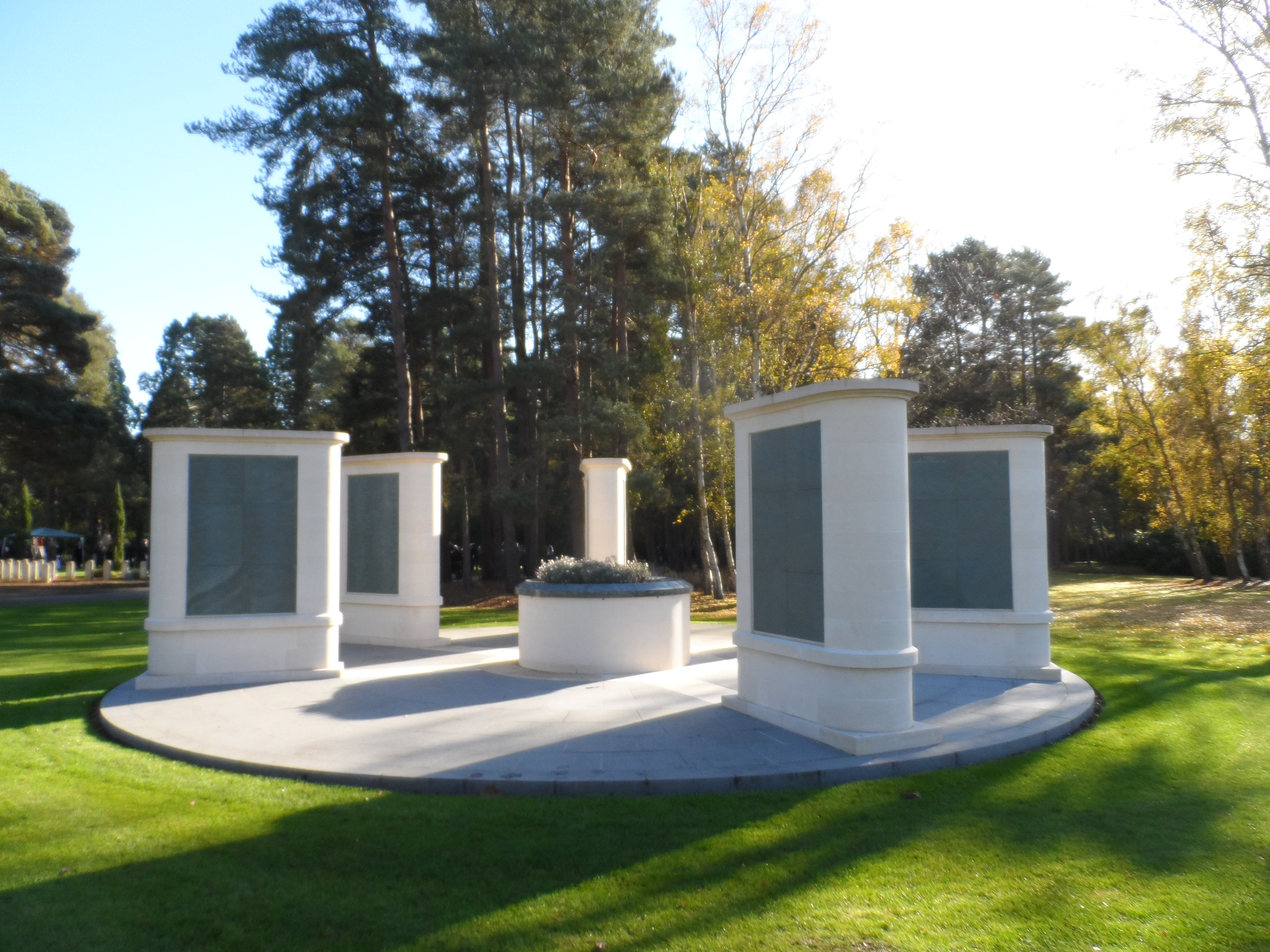
Новый мемориал 1914—1918 годов
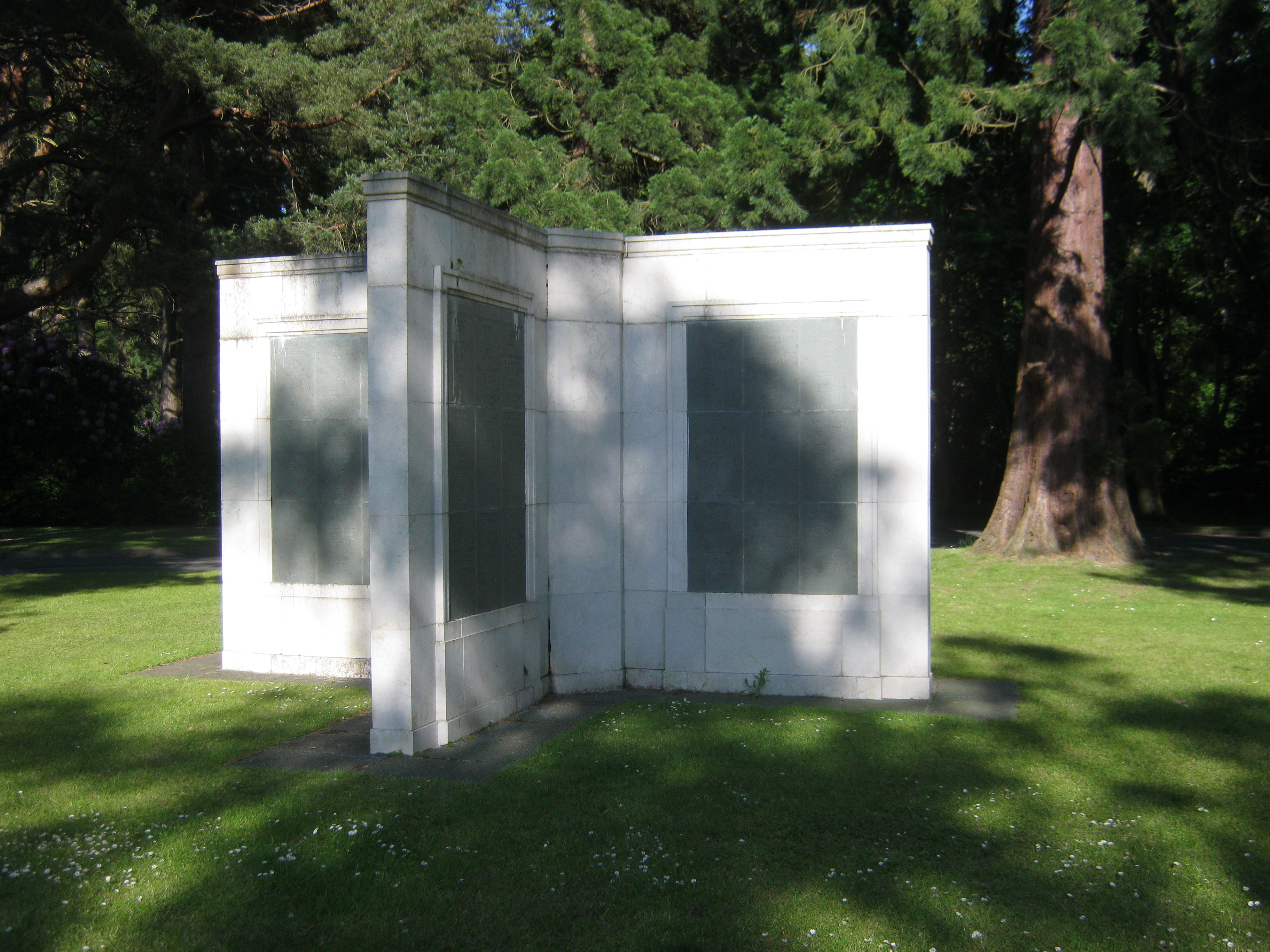
Российский мемориал

## Американское кладбище и мемориал

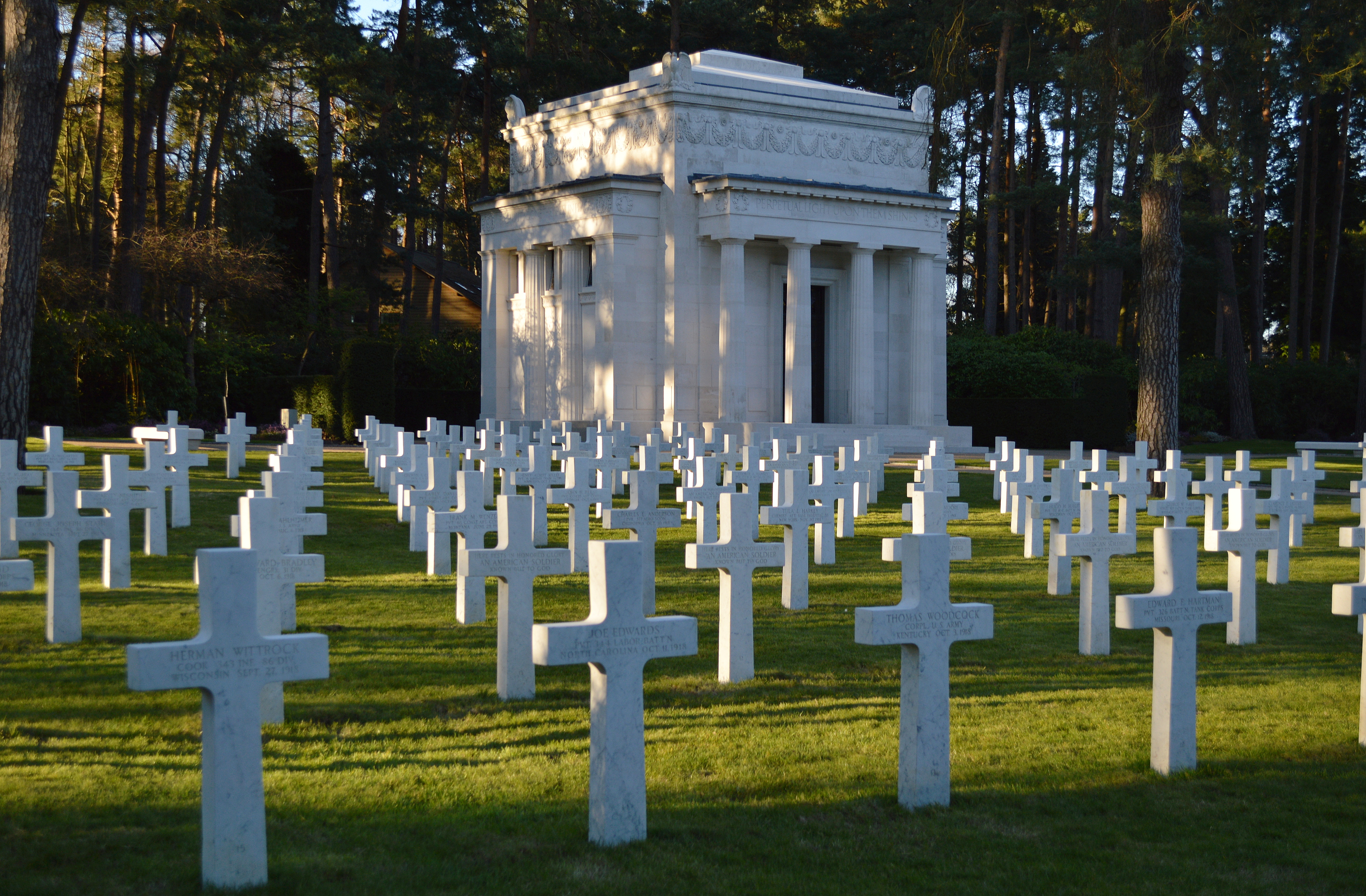
Американское кладбище и мемориал жертв Первой мировой войны

Американское военное кладбище было выделено из Бруквудского кладбища в 1922 году, когда LN&NMC продала участок американскому правительству. Кладбище расположено западнее гражданского кладбища и занимает площадь 1,8 га. Здесь находятся могилы 468 американских военных, погибших во время Первой мировой войны. Ещё 563 умерших, могилы которых неизвестны, увековечены в мемориале.
После вступления Соединенных Штатов во Вторую мировую войну американское кладбище было расширено, и в апреле 1942 года здесь были похоронены первые умершие. Большое количество американцев базировалось на западе Англии. Для перевозки тел умерших от Девонпорта до Бруквуда ходил специальный поезд. К августу 1944 года на Бруквудском кладбище было захоронено более 3600 тел, после чего его использование прекратилось. С этого момента американцев хоронили на Американском кладбище в Кембридже.
С разрешения генерал-квартирмейстера армии США в январе-мае 1948 года останки американских военнослужащих, захороненных в Бруквуде во время Второй мировой войны, были эксгумированы. При наличии просьб от ближайших родственников останки отправлялись в Соединенные Штаты для перезахоронения, остальные тела переносились на новое кладбище вблизи Кембриджа.
Американское кладбище в Бруквуде также было местом захоронения американских военнослужащих, казнённых во время службы в Соединенном Королевстве. После исполнения приговора тела доставлялись в Бруквуд из Шептон-Маллет по железной дороге. В 1948 году их не перевезли в Кембридж, а перезахоронили в безымянных могилах на участке E американского кладбища Уаза-Эна во Франции, специально отведенном для американских военнослужащих, казнённых во время Второй мировой войны. (Один из казненных, Дэвид Кобб, был перезахоронен не во Франции, а в Дотане, штат Алабама, США). После перемещения военных могил американцев на их месте стали хоронить военнослужащих Сражающейся Франции и итальянских военнопленных.
Американское кладбище находится в ведении Американской комиссии по военным памятникам. Рядом находятся военные кладбища и памятники Содружества наций и других стран-союзников.

## Комментарии
1. ↑  К моменту освящения захоронения в «Лесах памяти» уже осуществлялись в течение трёх лет[28].